# QEV (Quick Exhaust Valve)
QEV signifie quick exhaust valve en anglais, ce qui se traduit par vanne d'échappement rapide.
C'est un système généralement fabriqué en laiton qui permet de libérer un gaz sous pression d'un seul coup.

## Fonctionnement

Fonctionnement d'une QEV

La pression se répartit partout à l'intérieur de la QEV. Lorsque l'on ouvre l'échappement, cela crée une dépression qui aspire le piston vers l'arrière.
Une fois le piston reculé, le gaz sous pression sort subitement de la QEV. (Voir animation ci-contre).

## Utilisation

Symbole Quick Exhaust Valve

Les QEV sont régulièrement employées pour la réalisation de patators à air comprimé (airgun).
Dans ce cas, elles servent à libérer de l'air afin de propulser un projectile.
Les QEV sont également utilisées pour déplacer des fluides dans certaines machines.